# صدیق خان کانجو
صدیق خان کانجو (انگلیسی: Siddiq Khan Kanju; نامشخص – ۲۸ ژوئیهٔ ۲۰۰۱) سیاست‌مدار بود. وی از سال ۱۹۹۱ تا سال ۱۹۹۳ و از سال ۱۹۹۷ تا سال ۱۹۹۹ وزیر امور خارجه پاکستان بوده‌است.